# پل لوگرن
پل لوگرن (فرانسوی: Paul Legrain‎) دوچرخه‌سوار اهل فرانسه است. وی در بازی‌های المپیک تابستانی ۱۹۰۰ شرکت کرده است.